# Retardo de contaminación
En circuitos digitales, el retardo de contaminación o tiempo de contaminación (representado habitualmente como tcd) es el intervalo de tiempo que transcurre como mínimo desde que hay un cambio en una entrada de un circuito hasta que la salida comienza a cambiar su valor o estado. Dicho de otra manera, se garantiza que la salida no experimenta ningún cambio debido a un cambio en alguna entrada antes de que haya transcurrido un tiempo de al menos tcd. Es importante resaltar que el inicio del cambio en la salida no implica que esta llegue inmediatamente a un valor estable.
El retardo de contaminación de un circuito compuesto se obtiene identificar el camino más rápido posible de entrada a salida, es decir, aquel en el que la suma de los tcd de cada elemento en el camino es mínima.
En circuitos secuenciales es necesario tener en cuenta el retardo de contaminación para evitar violar el tiempo de retención o tiempo de hold en las entradas de los elementos de memoria. Por ejemplo, si hay dos flip-flops tipo D conectados uno tras otro y no hay suficiente retardo desde la salida del primero a la entrada del segundo, esta última entrada puede cambiar antes de que haya transcurrido el tiempo de retención o tiempo de hold, de modo que la salida del segundo flip-flop quedaría entonces indeterminada.